# Махтин, Дмитрий
Дми́трий Махтин (род. 12 февраля 1975, Ленинград) — голландский скрипач российского происхождения.
Начал заниматься музыкой в четырёхлетнем возрасте со своими родителями, профессиональными музыкантами.
В 1981 г. поступил в Ленинградскую школу-десятилетку при консерватории.
В 1989 г. стал лауреатом Всероссийского конкурса юных скрипачей в Новосибирске.
В 1990 г. получил стипендию Фонда юных музыкантов в США (Young Musicians Foundation) и дал несколько концертов в Нью-Йорке, Лос-Анджелесе и Далласе.
В 1992 г. переехал в Нидерланды.
В 1992—1995 учился у Филиппа Хиршхорна, Германа Кребберса и Эдуарда Шмидера.

## Конкурсы, премии, награды
- Лауреат II премии и специальной премии «Виртуоз» Международного конкурса скрипачей Фонда культуры Хоэнлоэ (Монастырь Шёнталь, Германия, 1993)
- Лауреат III премии Конкурса скрипачей им. Н. Паганини (Италия, 1994)
- Лауреат Международного конкурса молодых скрипачей им. Луи Шпора (Веймар, 1994)
- Лауреат I премии и двух золотых медалей за лучшую интерпретацию на Международном конкурсе скрипачей Университета Южной Африки (UNISA) в Претории (1996)
- Обладатель специального приза Международного конкурса скрипачей Тибора Варги (Швейцария, 1994).
- Премия Немецкой ассоциации звукозаписи (Preis der Deutschen Schallplattenkritik) (2005) в номинации «Камерная музыка», премия Эхо-Классик (ECHO Klassik Архивная копия от 16 февраля 2020 на Wayback Machine) (2005) в номинации «Лучшая запись года в области камерной музыки. Ансамбль XIX века» за запись диска: «Рахманинов С. В. Элегическое трио № 2 ре минор, op. 9; Шостакович Д. Д. Трио № 2 ми минор, op. 67» — совместно с Александром Князевым (виолончель) и Борисом Березовским (фортепиано) (Warner 2005)